# Еврейское кладбище (Кенты)
 Памятник культуры Малопольского воеводства: регистрационный номер А-651/90 от 16 января 1990 года.
Еврейское кладбище (пол. Cmentarz żydowski) — еврейское кладбище, находящееся в городе Кенты, Освенцимский повят, Малопольское воеводство, Польша. Находится по адресу ул. Кенцке Гуры Пулноцне (Kęckie Góry Północne).

## История
Иудейское кладбище в городе Кенты было основано в 1892 году в 3 километрах от города Кенты возле населённого пункта Витковице. Некрополь принадлежал еврейскому ритуальному обществу «Эмес Аншей». Вскоре после основания кладбище было огорожено и на его территории был построен ритуальный Дом очищения (Бейт тахара). Предполагается, что кладбище использовалось иудеями-реформаторами. Ортодоксальные иудеи предпочитали делать захоронения около Освенцима или Вадовице.
Во время Второй мировой войны кладбище было значительно разрушено. После войны местное польское население продолжило разграбление некрополя. В 80-х годах XX столетия американский бизнесмен Генри Каннер выделил денежные средства для восстановления кладбища. Его инициативу поддержали еврейская община города Бельско-Бяла и муниципалитет Кенты. Опрокинутые надгробия были восстановлены, в центре кладбища был установлен памятник в виде миноры.
В настоящее время занимает территорию площадью 0,13 гектара. Территория современного некрополя совпадает с границами 1939 года. До настоящего времени на кладбище сохранилось около 30 надгробий с надписями на идише, иврите и немецком языке.
16 января 1990 года кладбище было внесено в реестр памятников культуры Малопольского воеводства.
В настоящее время из-за угрозы постоянного вандализма некрополь закрыт для публичного посещения. Ключ от некрополя находится у смотрителя по тел. 601-973-193.

## Источник
- Przemysław Burchard: Pamiątki i zabytki kultury żydowskiej w Polsce. Warszawa: 1990, стр. 200.